# Arniocera erythropyga
Arniocera erythropyga är en fjärilsart som beskrevs av Hans Daniel Johan Wallengren 1860. Arniocera erythropyga ingår i släktet Arniocera och familjen Thyrididae. Inga underarter finns listade i Catalogue of Life.